# Kang Hye-sun
Kang Hye-sun (ur. 28 października 1984) – północnokoreańska lekkoatletka specjalizująca się w skokach długich.
Podczas mistrzostw Azji w 2009 roku zajęła dwunaste miejsce w skoku w dal oraz jedenaste w trójskoku. 
Złota medalistka mistrzostw Korei Północnej. 
Rekordy życiowe: skok w dal – 5,86 (24 kwietnia 2012, Pjongjang); trójskok – 12,90 (30 października 2007, Makau).  